# Emmanouíl Pappás
Emmanouíl Pappás (Emmanouil Pappas) är en ort i Grekland.   Den ligger i prefekturen Nomós Serrón och regionen Mellersta Makedonien, i den nordöstra delen av landet, 300 km norr om huvudstaden Aten. Emmanouíl Pappás ligger 325 meter över havet och antalet invånare är 601.
Terrängen runt Emmanouíl Pappás är varierad.Runt Emmanouíl Pappás är det ganska glesbefolkat, med 42 invånare per kvadratkilometer. Närmaste större samhälle är Serrai, 13,6 km väster om Emmanouíl Pappás. Trakten runt Emmanouíl Pappás består till största delen av jordbruksmark.